# C36 (Namibië)
De C36 is een secundaire weg in het westen van Namibië. De weg loopt van Uis via Omaruru naar Wilhelmstal. In Wilhelmstal sluit de weg aan op de B2 naar Windhoek en Swakopmund.
De C36 is 190 kilometer lang en loopt door de regio Erongo.